# U bílého koníčka
U bílého koníčka (v německém originále Im weißen Rößl ) je opereta – autoři ji označili tradičním německým názvem singspiel – ve třech dějstvích s hudbou (především) Ralpha Benatzkého. Dějištěm je hotel U bílého koníčka v městečku Sankt Wolfgang im Salzkammergut v Rakousku. Libreto pochází od skladatele společně s Hansem Müllerem-Einigenem a Erikem Charellem; texty písní napsal Robert Gilbert. Hudební vložky jsou od Bruno Granichstaedtena, Roberta Gilberta a Roberta Stolze, sbory a původní instrumentace od Eduarda Künnekeho. Za předlohu posloužila stejnojmenná staroberlínská veselohra Oskara Blumenthala a Gustava Kadelburga, již autoři napsali roku 1896 při pobytu ve vile Blumenthal v blízkosti Bad Ischlu.
Opereta U bílého koníčka byla poprvé provedena 8. listopadu 1930 v berlínském divadle Großes Schauspielhaus v režii Erika Charella s Maxem Hansenem jako Leopoldem a Camillou Spirovou jako Josephou. Původní výpravu navrhl Ernst Stern. V češtině se hrála poprvé 11. července 1931 v Plzni. Je to jediná Benatzkého opereta, která zůstala trvale na světovém i českém repertoáru.

## Historie a charakteristika

### Vznik
U bílého koníčka bylo jednou z revuálních operet produkovaných režisérem Erikem Charellem, kterou tento intendant berlínského divadla Großes Schauspielhaus pokračoval a vlastně zakončil svou sérii úspěšných výpravných historických operet (Bílému koníčku předcházel s podobným produkčním týmem Casanova roku 1928 a  Tři mušketýři roku 1929).
Námětem byla romantická veselohra berlínských autorů Oskara Blumenthala a Gustava Kadelburga, která měla premiéru 30. prosince 1897 v berlínském Lessingově divadle (byla často hrána i v češtině). Traduje se, že na ni Charella upozornil v květnu 1930 herec Emil Jannings, když oba pobývali právě v hotelu U bílého koníčka v St. Wolfgangu a herec improvizoval s překvapeným číšníkem dialog z veselohry. Charell, který hru neznal, si vyžádal scénář a rozhodl se z ní vytvořit hlavní inscenaci pro nadcházející sezónu. Pravděpodobnější však je, že Charell znal filmové zpracování režiséra Richarda Oswalda z roku 1926, ve kterém vystupovali už někteří herci, kteří pak účinkovali v premiéře operety, zejména Max Hansen v roli Leopolda a Camilla Spira v roli Klärchen. Vedle toho komedii roku 1928 uváděl v Berlíně Deutsches Theater, spadající stejně jako Charellův Großes Schauspielhaus do divadelního konglomerátu Maxe Reinhardta. Původní ideu přepsat tuto starou lidovou veselohru na moderní operetu si později (roku 1951) přisvojoval i skladatel Ralph Benatzky, jeho deníky z 30. let však svědčí o tom, že nápad vyšel od Charella a že Benatzky se k němu stavěl po celou dobu vcelku chladně.
Šéfdramaturg Ufa Hans Müller byl pověřen, aby veselohru přetvořil na operetní libreto odpovídající Charellově programu velkoměstských revuí pro rozměrné jeviště Großses Schauspielhaus. Originálním rysem bylo spojení dobového žánru výpravné revuální operety – jejíž děj se zpravidla odehrával v exotickém nebo historickém prostředí – s domácí, poněkud starosvětskou a současně ironicky pojatou venkovskou idylou. Tuto ironii podtrhuje i použití tradičního německého označení „singspiel“ namísto „opereta“, jež je podle badatele Fritze Henneberga „důležité pro znejistění obecenstva od samotného začátku: Nemá tomu, co uvidí a uslyší, tak úplně věřit.“ Müller v podstatě sledoval děj původní komedie, s větším důrazem na milostné zápletky a menším na kontrast berlínského a alpského životního stylu. Nejdůležitější Müllerovou novinkou bylo zavedení postavy císaře ve finále druhého dějství.
Ralph Benatzky byl opět pověřen vrchním hudebním dohledem (konečná smlouva od něj ostatně žádala nikoli kompozici, ale „hudební zpracování“, a přenechávala veškeré autorskoprávní dispozice s dílem Charellovi). Jako v obou předchozích dílech měl zkombinovat vlastní hudbu s „historickou“ hudbou (Suppého píseň O du, mein Österreich, Straussův Radeckého pochod, lidové písně apod.). Charell se však na rozdíl málo staral o stylovou jednotu díla a po vzoru svých předchozích revuí se rozhodl zakomponovat do Bílého koníčka jednotlivé tituly od jiných šlágrových skladatelů (k velké nelibosti Benatzkého). Ve smlouvě s nakladatelstvím a s Benatzkym si vyhradil „nejméně čtyři vložky s cizí hudbou a cizím textem“. Benatzky si soukromě stěžoval na „starou Charllovu nemoc, totiž nenechat věc organicky se vyvinout, autorům nepřenechat žádnou promyšlenou, vytříbenou práci, nýbrž všude a do všeho mluvit a nevybíravě odkudkoli sebrat a naoktrojovat melodie, které se mu právě líbí“; připadal si pak jako „hlavní dodavatel“ odkázaný na subdodavatele a domníval se, že si každý musí myslet, „že jsem snad byl líný nebo že mi chyběly nápady“.

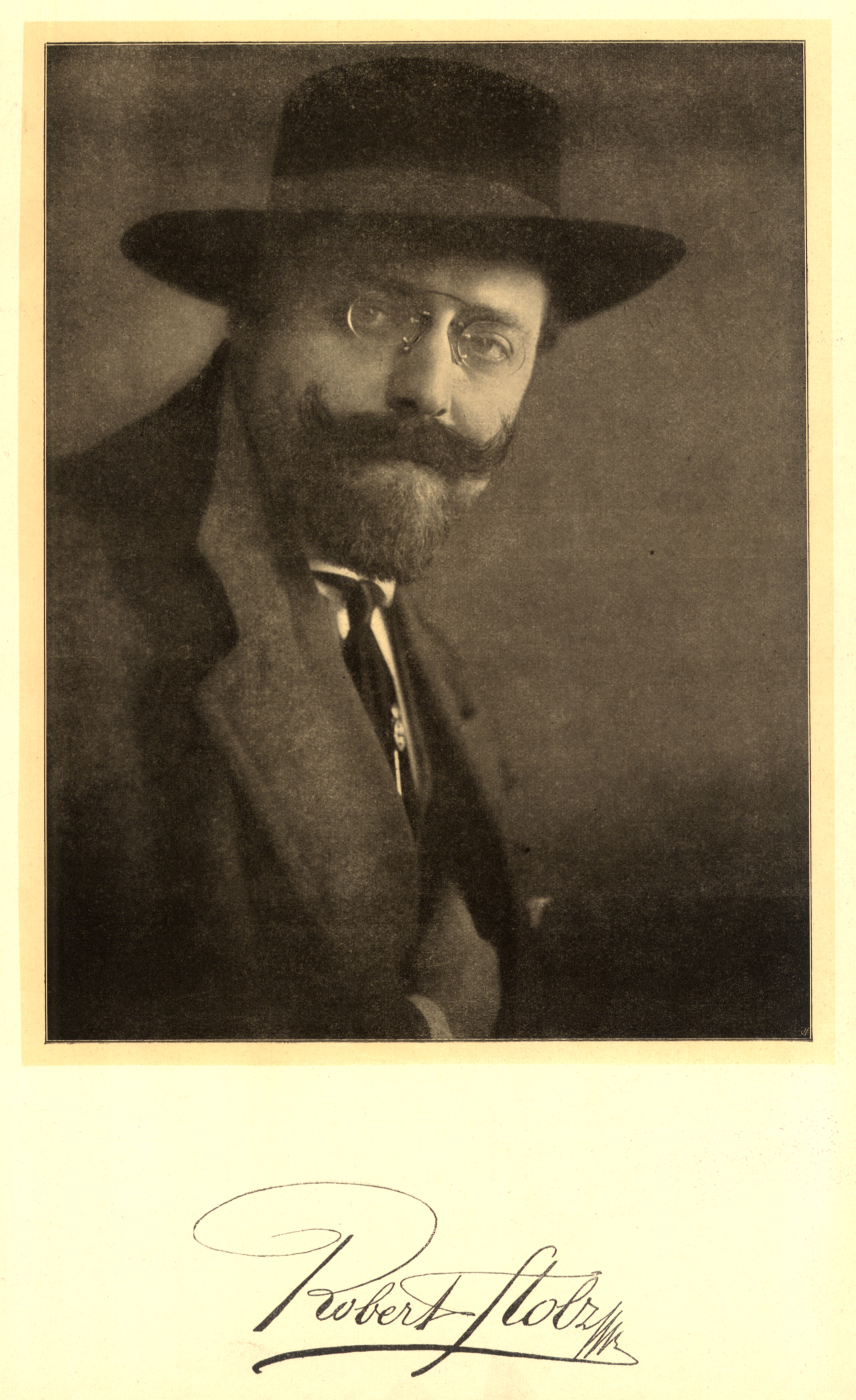
Spolutvůrce Bílého koníčka Robert Stolz. Fotografie z roku 1915.

Tak se do partitury dostaly dvě skladby tehdy velmi populárního Roberta Stolze, foxtrot „Die ganze Welt ist himmelblau“ (Op. 567) a valčík „Mein Liebeslied muss ein Walzer sein“ (Op. 562). Stolz je napsal na zakázku v srpnu nebo září 1930 a prodal autorská práva k těmto melodiím Charellovi za 500 říšských marek. Později, když se Bílý koníček stal nejhranější operetou své doby a obě písně šlágry, se bez úspěchu soudně domáhal podílu na tantiémách a ve svých pamětech v této souvislosti hovoří o „obrovské nespravedlnosti“, která značně poškodila jeho kariéru. Další píseň, Zuschau'n kann i net, objednal Charell u Bruna Granichstaedtena; na rozdíl od ostatních samostatně vložených melodií ji Benatzky zapojil do celkového hudebního proudu a zařadil její reprízu ve velkém finále 2. dějství. Z právě populárního filmového muzikálu MGM Puttin' on the Ritz byla zakoupena píseň There's danger in your eyes Harryho Richmana, Jacka Meskilla a Peta Wendlinga, přetextovaná na „Es ist doch nicht das letzte mal, daß wir uns sehen“. Na poslední chvíli, v říjnu (premiéra byla 8. listopadu), byl rozporu s výslovným smluvním ujednáním s Benatzkym pověřen spisovatel a skladatel Robert Gilbert tím, aby namísto Benatzkého znovu napsal všechny texty písní. Současně byl do operety přidán jeden z nejvýraznějších hitů, foxtrot „Was kann der Sigismund dafür dass er so schön ist“, který Gilbert napsal již dříve pro berlínského kabaretiéra Paula O'Montise.
Pro nedostatek času i pro nedostatek nadšení byla instrumentace celého díla svěřena Eduardu Künnekemu, který rovněž napsal úvodní sbory k prvnímu a druhému jednání; vyhradil si však, že nebude uváděn jako spoluautor, a jeho podíl zůstal dlouho utajen. Navíc hudební aranžmá tanců provedl Adam Gelbtrunk a kabaretiér Karl Farkas sestavil „podnapilou píseň“ sestavenou z dobových šlágrů (a v pozdějších inscenacích vždy aktualizovanou). Jako hlavní autor byl však vždy uváděn Benatzky, který byl autorem jednotné formy a převážné části – dvaceti dvou – hudebních čísel, včetně hitů Es muß was wunderbares sein, Eine Kuh, so wie Du, Salzkammergut a centrální melodie Im Weißem Rössl am Wolfgangsee. Podle O. Schneidereita se tak dělo „nikoli neprávem; celek vykazuje nezaměnitelně jeho rukopis“.

### Původní berlínská inscenace

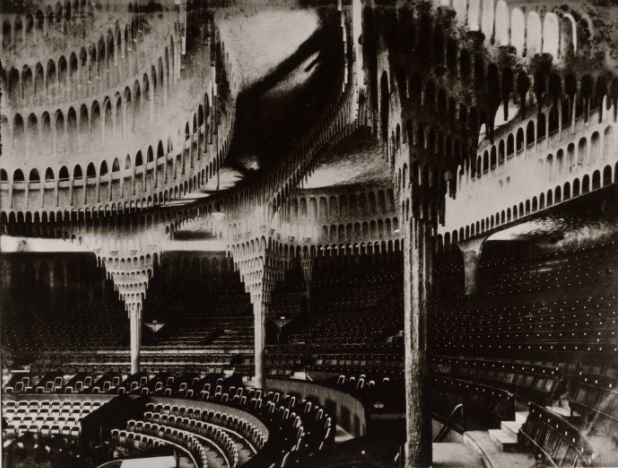
Interiér berlínského divadla Großes Schauspielhaus, místa premiéry U bílého koníčka, na počátku 30. let.

V obsazení premiéry dominovaly filmové a kabaretní hvězdy jako Max Hansen, Siegfried Arno, Camilla Spira, Otto Wallburg a Paul Hörbiger. Jediným operním pěvcem mezi nimi byl Walter Jankuhn v roli doktora Siedlera. Nákladná výprava Ernesta Sterna zahrnovala nejrůznější alpské scenérie včetně vlaku, lodi a skutečného deště; mezi mnohohlavým sborem, baletem a statisty se pohybovalo četné domácí zvířectvo. Hlavní šlágry tehdy nahráli účastníci premiéry na šelakové gramodesky ve verzi s doprovodem tanečního orchestru; v současnosti jsou dostupné na CD v restaurované podobě. Opereta se hrála jen v Berlíně přes čtyřistakrát.
O původní inscenaci v Berlíně roku 1930 psal deník BZ am Mittag: „Krajina kolem Wolfgangsee se vzpíná až do zářivých vrcholků Alp a obepíná jeviště, které tak tvoří jakousi kotlinu. Na podtržení realismu vjíždí na scénu skutečný autobus (nicméně až příliš načas), jezero zve ke koupeli, vodopád tká svou stříbrnou nit, z nebe se spouští skutečný liják a mečí na tebe kozy. Nefalšované jsou také tanečníci schuhplatteru, jódlistky, tanečníci „políčkované“ (watschentanz) a kostýmy, které jsou vlastně kroje. Lid sestávající z ovčáků, pastýřů, lovců, členů a členek střeleckých spolků, hasičů, veteránů, sedláků a hospodských dodává prostředí kolorit. A tento lokální kolorit je tak říkajíc synkopován s internacionalitou girls a boys, kteří mají dokázat, že ani St. Wolfgang neleží stranou světa. Jejich tance jsou běžícím pásem, který děj navinuje, přenáší, dělí na takty a akty. […] V těchto tancích triumfuje nejen rytmus nohou, hudby, ale i kostýmů: barvy, látky, souzvuk. Symfonikem je tady Ernst Stern, profesor dle práva. Nádherné. Rytmus, tato rozpolcenost se promítá až do orchestru, jehož levicí je jazz a jehož radikální pravicí je citera a loutna, domobranecká loutna pod štýrským kloboukem a kohoutími péry.“

### U bílého koníčkave světě
Opereta U bílého koníčka pronikla brzy po premiéře i do dalších divadel v německy mluvícím prostoru i jinde. Jejímu šíření bránily jen značné inscenační nároky, ale pozdější, zejména poválečná nastudování prokázala její účinnost i v mnohem redukovanějším prostředí; například průlomová moderní inscenace z berlínského kabaretu Bar jeder Vernunft se obešla beze změn scény a téměř bez dekorací. Navíc už původní opereta měla výrazně kompozitní povahu a do dalších divadel se dostala v nejrůzněji pozměněných verzích jak co do děje, tak co do hudebního obsahu: písně byly přidávány nebo odebírány podle místních zvyklostí a schopností divadel.
První rozběh zažila v německých divadlech. Zvlášť významná byla první inscenace ve Vídni, kterou ve Stadttheater režíroval Hubert Marischka (premiéra 25. září 1931). Marischka hrál i hlavní úlohu číšníka Leopolda a alpské výtvarné motivy, které se promítly i do vnitřní a vnější výzdoby divadelní budovy a dominovaly reklamní kampani, si nezadaly s leskem berlínské premiéry. Po nástupu nacistů však byla opereta U bílého koníčka v Německu zakázána jednak kvůli řadě židovských spoluautorů (byť Benatzky sám byl „árijec“), jednak kvůli svému zacházení s folklórem, které bylo považováno za neuctivé a „zvrhlé“. Zvláště koupací scéna byla vnímána jako skandální a vyvolávala hněv nacistů.
V Londýně inscenoval Bílého koníčka (The White Horse Inn) samotný Erik Charell roku 1931. Operetu do britské metropole přivedl impresário Sir Oswald Stoll, a to do velkého divadla Coliseum (dnes budova English National Opera) (Stoll již předtím produkoval řadu anglických adaptací německých operet). Anglickou úpravu zhotovil Harry Graham; děl byl vcelku ponechán, i když namísto berlínských turistů do St. Wolfgangu přijíždějí britští, a většina ironie i erotických narážek vzala za své ve prospěch tradičního varietního humoru. Z hudebních změn bylo důležité zařazení dvou dodatečných písní od Roberta Stolze: Auch du willst mich einmal betrügen (anglicky You Too) nahradil původní duet Ottilie a Siedlera ze 3. dějství Es ist wohl nicht das letzte Mal a píseň Adieu, mein kleiner Gardeoffizier nahradila původní Leopoldovu píseň Zuschaun kann i net a pod názvel Good-Bye se stala novým hitem. Jako hostinská U bílého koníčka zářila Berlíňanka Lea Seidlová, Leopolda hrál britský komik Clifford Mollison. Opereta měla velký úspěch a dosáhla 651 představení za sebou při frekvenci představení zpravidla dvakrát denně. Poté byla dávána v mnohých anglických městech jako výpravná revue, ale prosadila se zde i v různých skromnějších podobách; po několik desetiletí byl The White Horse Inn mezi britskými amatérskými soubory nejhranějším muzikálem vůbec. Z Británie se dostal i do jiných zemí impéria, 31. května 1934 měla premiéru v Sydney a stal se v Austrálii velmi populární; v australské verzi se doplňovala píseň Lend Me a Dream od Ivora Novella. 29. ledna 1935 se poprvé hrál v jihoafrickém Durbanu.
První maďarskou inscenaci pod názvem A 'Fehér Ló' úspěšně uvedli ve své úpravě Adorján Stella a Imre Harmath; premiéra se konala 20. října 1931 v budapešťském Královském divadle (Király Színház).
1. října 1932 byla opereta uvedena v Paříži v Théâtre Mogador v úpravě Luciena Besnarda a René Dorina, pod názvem L'Auberge du cheval blanc a jako „romantická opereta o třech aktech a devíti obrazech“. Děj byl přenesen do Tyrol a hudba – vedle toho, že převzala obě nové Stolzovy písně z londýnské verze – byla rozmnožena v koupací scéně o píseň Antona Profèse Je vous emmènerai sur mon joli bateau / Am Sonntag will mein Süßer mit mir segeln geh'n. Roku 1948 se nová adaptace Maurice Lehmanna – nyní označená jako „velká výpravná opereta o dvou aktech a 25 obrazech“ s doplněným „baletem ptáků“ Paula Bonneaua – přesunula do Théâtre du Châtelet. Stala se zde nesmírně populární (1700 představení do roku 1968) a získala trvalé místo ve francouzském repertoáru, i když ústup operety od 50. let 20. století se přirozeně dotknul i jí. Hrála se i v řadě jiných divadel a v jiných adaptacích. Z pařížské úpravy z roku 1932 byla nahrána téměř všechna čísla s prvním i druhým obsazením. I ona jsou nyní dostupná na CD, stejně jako některé poválečné nahrávky, například z roku 1962 s Bourvilem jako Leopoldem.
Rovněž v Itálii se Bílý koníček (Al Cavallino Bianco) úspěšně hrál a v inscenaci římského Teatro Quirino (1936) si zahrál svou roli Sigismunda i jeho premiérový představitel Siegfried Arno.

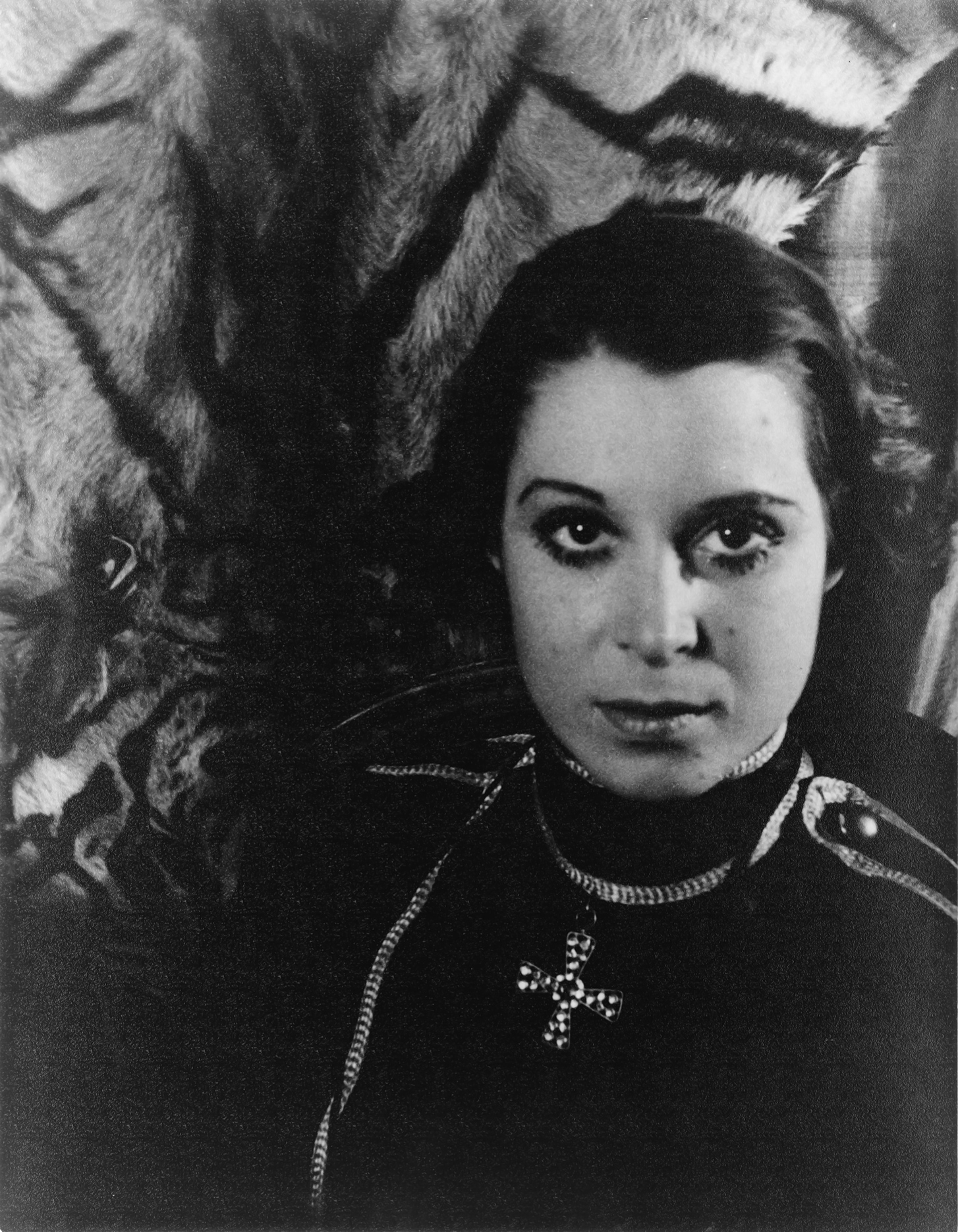
Kitty Carlisle, první Katarina (= Josepha) v New Yorku.

V New Yorku nastudoval The White Horse Inn – po komplikovaném vyjednávání trvajícím již od roku 1931 – roku 1936 opět Erik Charell v novém hudebním rouchu. Financování produkce zajistili mimo jiné Warner Brothers a Rockefellerové. Dávala se v broadwayském Center Theatre 221krát s Kitty Carlisle jako hostinskou a Williamem Gaxtonem jako vrchním. Americkou adaptaci libreta – odlišnou od londýnské – vypracoval David Freedman, texty písní přeložil pro New York Irving Caesar, autor známých písní jako „Tea for Two“ und „Just a Gigolo“. Některé původní písně byly vypuštěny, naopak byly doplněny další písně, k nimž vlastnili práva Warner Brothers, od Richarda Falla, Geralda Markse, Viviana Ellise a Erica Coatese, nejúspěšnější však byla nová vstupní píseň pro hlavní hrdinku od Járy Beneše Leave It to Katarina. Zcela nová instrumentace broadwayského střihu pocházela od Hanse Spialka, který instrumentoval i řadu muzikálů od Gershwina a Rodgerse a Harta. V této verzi se pak v USA Bílý koníček hrál (např. v St. Louis Municipal Opera, 1938), i když zde zdaleka nedosáhl takové popularity jako na starém kontinentě; originálu věrnější verzi, i když obohacenou o další vídeňské melodie, uvedla až roku 2005 Ohio Light Opera.
Opereta U bílého koníčka se hrála i v dalších zemích po celém světě – v Izraeli, Argentině, Brazílii…
V anglické a francouzské verzi Bílého koníčka se tedy nachází čtyři skladby od Roberta Stolze, proto je v těchto zemích často uváděn jako spoluautor vedle Benatzkého. Podle Charellovy závěti se nesmějí vkládat do představení U bílého koníčka v Německu; to je důsledkem dlouholetých poválečných autorskoprávních sporů mezi Charellem a Stolzem.

### Inscenační praxe po druhé světové válce
Po druhé světové válce se mimo německy mluvící země udržely některé hudební adaptace operety, zejména francouzská, a bezprostředně po válce se hrálo ještě původní znění (1951 Curych). Roku 1951 však Erik Charell ve svém novém působišti Mnichově poprvé uvedl novou verzi. Z původní podoby operety vypadla převzatá píseň Es ist doch nicht das letzte Mal, naproti tomu přibyla „vinárenská“ píseň Karla (von) Frankowského Erst wann's aus wird sein. Celá partitura byla přeinstrumentována; tohoto úkolu se zhostil vídeňský skladatel Bruno Uher, který původní svižné jazzové aranžmá nahradil tradičním vídeňským operetním zvukem s dominancí smyčců (Fritz Henneberg tuto úpravu označuje jako „cukrovou polevu“). Ve směru ke klasické vídeňské operetě jde ještě dále pozdější aranžmá Willyho Mattese.
Tyto změny zapadaly do obecné inscenační praxe německé (a obecně středoevropské) operety za Třetí říše a v poválečném období, která původní živelné, hudebně moderní a parodistické rysy potlačovala ve jménu „zušlechtění“ ve prospěch idyly a sentimentality. Brzy začala být opereta všeobecně – a U bílého koníčka obzvláště – považována za „ztělesnění měšťácké přihlouplosti a šosáctví“ nebo „nízkého kýče“. Operetní badatel Kevin Clarke tuto změnu připisuje zejména nacistické estetické politice, která „ze stříbrné jazzové operety [udělala] přecitlivělou imitaci folklóru s pseudoklasickými rysy“. Kýčovitost běžných inscenací této operety navíc podtrhovalo nasazování operních pěvců; přitom v původním obsazení byl jediným školeným zpěvákem představitel dr. Siedlera Walter Jankuhn a role byly psány pro výrazné herce bez zvláštních pěveckých schopností. Zájem obecenstva postupně opadal.
Inscenace U bílého koníčka v berlínském kabaretu  Bar jeder Vernunft roku 1994 je považována za „modelový případ rehabilitace“ této operety i operetního žánru vůbec. Měla velký ohlas u publika i kritiky a stojí na začátku nové inscenační vlny Bílého koníčka zejména v Německu: zatímco roku 1993 se hrál ve třech divadlech, roku 1995 to bylo ve 42. V sezóně 2007/2008 byl druhou nejhranější operetou v Německu po Straussově Netopýrovi, o sezónu dříve dokonce nejhranější. Roku 2013 se dočkala i nového zfilmování v aktualizovaném duchu.

### U bílého koníčkav českých zemích
Jako první v Československu uvedlo „výpravnou a revuální“ operetu U bílého koníčka německé divadlo v Brně 5. května 1931. Režie se ujal vídeňský režisér Hubert Marischka, pro kterého bylo brněnské nastudování generální přípravou na uvedení této operety do Vídně na podzim téhož roku. Divadlo inzerovalo, že jeho operetní soubor byl pro tuto příležitost rozšířen o síly z činohry, posílena byla rovněž taneční skupina, která vedle stálého souboru divadla zahrnovala i taneční skupinu "Wallberger". Lokální kolorit zajišťovali hráči citerového spolku pod vedením mistra Wegera. Zcela nová výprava využívala jevištní točny. Vzápětí následovala další německá divadla, Městské divadlo v Teplicích-Šenově (premiéra 16. května 1931) a zejména Nové německé divadlo v Praze, kde měl Bílý koníček premiéru 6. června 1931. Kritika i obecenstvo si vedle „obří výpravy“ – 150 účinkujících, 15 dekorací, nejrůznější hudební a taneční vložky včetně „políčkované“ – všimla i ironie, s jakou je tato „folklórní“ zábava v moderním berlínském duchu nabízena.
Českou podobu opereta U bílého koníčka připravilo jako první Městské divadlo v Plzni. Konala se 11. července 1931 a podíleli se na ní režisér Viktor Severin, dirigent Ferdinand Ledvina, choreograf Jaroslav Häusler a scénograf V. Jelínek. Čeština byla po němčině a angličtině třetí jazykovou verzí, v níž opereta zazněla. Ještě před druhou světovou válkou se hrála i v ostatních českých operetních divadlech v Praze, Brně, Moravské Ostravě, Olomouci, Kladně a východních Čechách (Pardubice/Hradec Králové), přestože česká kritika pro ni neměla pochopení a například Lidové noviny si stěžovaly, že „[a]utoři se ani nemoří vymýšlením děje“.
Teprve od konce 60. let 20. století se dostala znovu do repertoáru a stala se nejhranějším a od poloviny 70. let i jediným Benatzkého dílem na českých jevištích. Profesionální inscenace v poválečné době připravila divadla v Ostravě (1969, 1992), Teplicích (1970, 1984), Plzni (1971, 1993), Praze-Karlíně (1971), Olomouci (1973, 1990), Brně (1973) a Opavě (1981). Naposledy ji hrála zpěvohra Národního divadla Brno roku 2001 v úpravě Františka Zacharníka; při derniéře 13. dubna 2003 mohl čeští diváci slyšet U bílého koníčka prozatím naposled. Opereta se hrála v různých překladech, často v překladu Vladislava Hamšíka, nejčastěji však v původním prvorepublikovém překladu a úpravě Břetislava Hrstky a Františka Paula. Podobně jako v jiných adaptacích (francouzské, americké, dánské…) je zde zachováno alpské prostředí, ale návštěvníci pocházejí namísto Berlína vesměs z Čech a Moravy.

### Charakteristika
Počáteční fenomenální úspěch operety nebyl přičítán hudbě. Většina kritik z prvního období ji stěží zmiňuje, soustředí se na příběh, herecké podání a zejména výpravu (Wiener Zeitung: „Hlavní věcí je pastva pro oči.“) Francouzsko-polský muzikolog Piotr Kaminski charakterizuje U bílého koníčka jako „hybridní dílo, a to nejen podílem několika skladatelů, ale i stylem, který mísí tradice vídeňské operety, tyrolský [pozn.: francouzská adaptace se odehrává v Tyrolsku.] folklór i berlínský kabaret a dancing; jeho hudební témata snadno ulpí v paměti a snadno se z ní zase vypaří“. Miroslav Šulc s odkazem na kolektivní povahu díla označuje Bílého koníčka za „snad první ukázku zprůmyslnění operetní tvořivosti“. Ostatně sám Ralph Benatzky o Bílém koníčkovi ve svých denících napsal, že to není „žádná promyšlená, vycizelovaná, samostatná práce“. Reclamův operetní průvodce shledává kořeny jeho přetrvávající popularity „stěží v málo významném ději […], nýbrž v bohaté situační komice a v konverzačním humoru tak žertovných postav jako Giesecke a Leopold, ale vedle toho také v umném zužitkování (mnohokrát parodicky nahlíženého) alpského letně čerstvého prostředí a nikoli v poslední řadě v náladové, nápadité hudbě, v níž – v souladu s celkovým laděním – moderní taneční kusy zatlačuje do pozadí tříčtvrteční rytmus valčíku a ländleru.“ Otto Schneidereit upozorňuje na to, čím působil na obecenstvo v době hluboké hospodářské krize: „Toto povedené vyobrazení maloměstských typů a zamilovaných párků na pozadí velmi obratně vystavěného děje, který se svými drobnými potížemi jen podtrhuje bezstarostnost velko- i maloměšťácké prázdninové nálady, tato idyla nabízela iluzi světa bez problémů.“

## Osoby a první obsazení
| Osoba                                                                                       | Hlasový obor             | Obsazení při premiéře (8. listopadu 1930) |
| ------------------------------------------------------------------------------------------- | ------------------------ | ----------------------------------------- |
| Josepha Vogelhuber, hostinská                                                               | soprán                   | Camilla Spira                             |
| Leopold Brandmeyer, vrchní číšník                                                           | tenor buffo              | Max Hansen                                |
| Wilhelm Giesecke, berlínský továrník                                                        | mluvená role             | Walter Jankuhn                            |
| Ottilie, jeho dcera                                                                         | soprán, subreta          | Trude Lieske                              |
| Sigismund Sülzheimer, syn Gieseckeho konkurenta                                             | tenor buffo              | Siegfried Arno                            |
| Profesor dr. Hinzelmann, vychovatel na dovolené                                             | baryton                  | Willi Schaeffers                          |
| Klärchen, jeho dcera                                                                        | soprán, subreta          | Käthe Lenz                                |
| Dr. Otto Erwin Siedler, právní zástupce                                                     | tenor                    | Otto Wallburg                             |
| Císař František Josef I.                                                                    | basbaryton, mluvená role | Paul Hörbiger                             |
| Novomanželský pár                                                                           | soprán a tenor           |                                           |
| Kathi, listonoška                                                                           | soprán                   |                                           |
| Zenzi, pasačka koz                                                                          | soprán                   |                                           |
| Starosta                                                                                    | mluvená role             | Gustav Kotanyi                            |
| Lesmistr                                                                                    | mluvená role             | Carl Seppert                              |
| Učitel                                                                                      | mluvená role             | Kurt Mikulsti                             |
| Franz, hostinský                                                                            | mluvená role             |                                           |
| Pikolík Gustel                                                                              | soprán                   | Gustl Stark-Gstettenbauer                 |
| Turistický průvodce                                                                         | baryton                  |                                           |
| Kapitán                                                                                     |                          |                                           |
| Starosta                                                                                    | mluvená role             |                                           |
| Hoteliéři, hosté, obsluha, doprovod císaře atd.                                             |                          |                                           |
| Režie: Erik Charell, dirigent: Ernst Hauke, výprava: Ernest Stern, choreografie: Max Rivers |                          |                                           |

## Děj

### 1. dějství

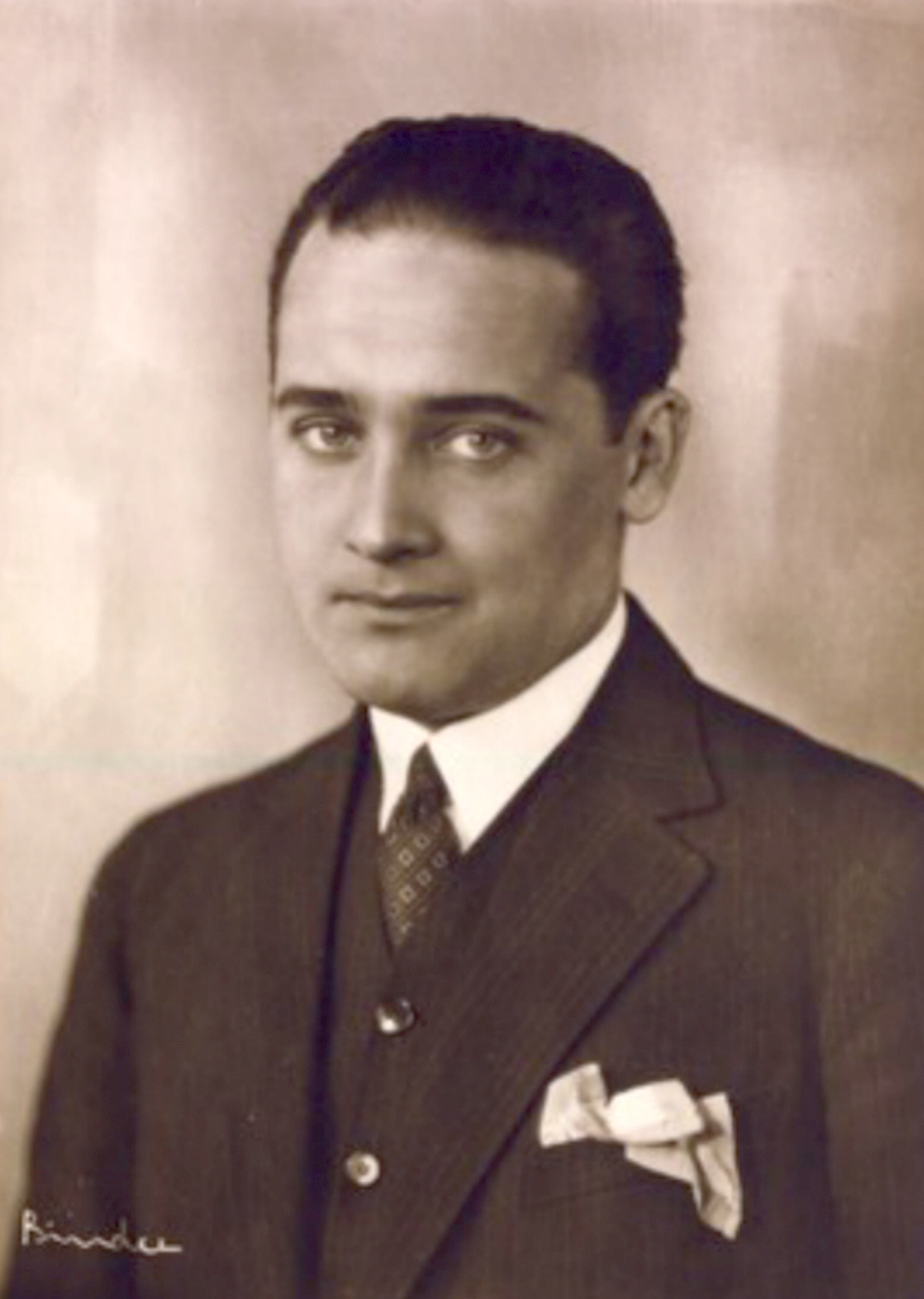
Max Hansen, první představitel Leopolda

V hotelu U bílého koníčka v malé vesnici St. Wolfgang am See vrcholí sezóna. Personál je přetížen, vrchní číšník Leopold má plné ruce práce, aby všechny hosty obsloužil. Uklidňuje přitom nespokojence a nabádá je k trpělivosti – jsou přece na dovolené (Aber meine Herrschaften, nur hübsch gemütlich). To se mu podaří, méně účinku má však jeho šarm na jeho zaměstnavatelku a majitelku hostince Josephu Vogelhuberovou, do níž je zoufale zamilován (Einmal nur... Es muß was Wunderbares sein, von dir geliebt zu werden).
Ta jej však razantně odmítá: sama si dělá naděje na přízeň berlínského advokáta doktora Otto Siedlera, dlouholetého pravidelného hosta, kterého dnes odpoledne očekává, proto se ujišťuje u číšníků i pokojských, že je na jeho návštěvu všechno připraveno (sbor Wir sind die Stubenmädchen... Das ist der Zauber der Saison). Doktor Siedler brzy dorazí a Josepha jej srdečně vítá; i on se vrací rád na toto kouzelné místo (duet a sbor: Wenn das Barometer wieder Sommer macht... Im weißen Rößl am Wolfgangssee, da steht das Glück vor der Tür).
Jeho příchod není vítaný také dalšímu hostu: nerudný berlínský majitel továrny na spodní prádlo Wilhelm Giesecke, který sem přijel na dovolenou jen na naléhání své dcery Ottilie, právě proti němu a jeho mandantovi, svému arcikonkurentovi Sülzheimerovi, vede proces. Leopold se chce pomstít doktoru Siedlerovi a přidělí Gieseckemu nejkrásnější místnost s balkonem a výhledem na jezero, kterou Josepha připravovala pro advokáta. Ale zatímco se hostům předvádí místní folklór(sbor Eine Kuh so wie du), Josepha se o záměně pokojů dozví a trvá na svém, až donutí zuřícího továrníka odstěhovat se do dependence. Leopold továrníkově dcerušce Ottilii, aby se k advokátovi chovala mile, chce-li tatínka trochu uklidnit: pak se soudní pře vyvine lépe. Ottilii se nenechá dvakrát přemlouvat, zvláště když se jí doktor Siedler z vlastního popudu ihned dvoří (valčík Die ganze Welt ist himmelblau, wenn ich in deine Augen schau).
První dějství končí prudkým deštěm (sbor: Im weißen Rössl... Aber meine Herrschaften... Wenn es hier mal richtig regnet).

### 2. dějství

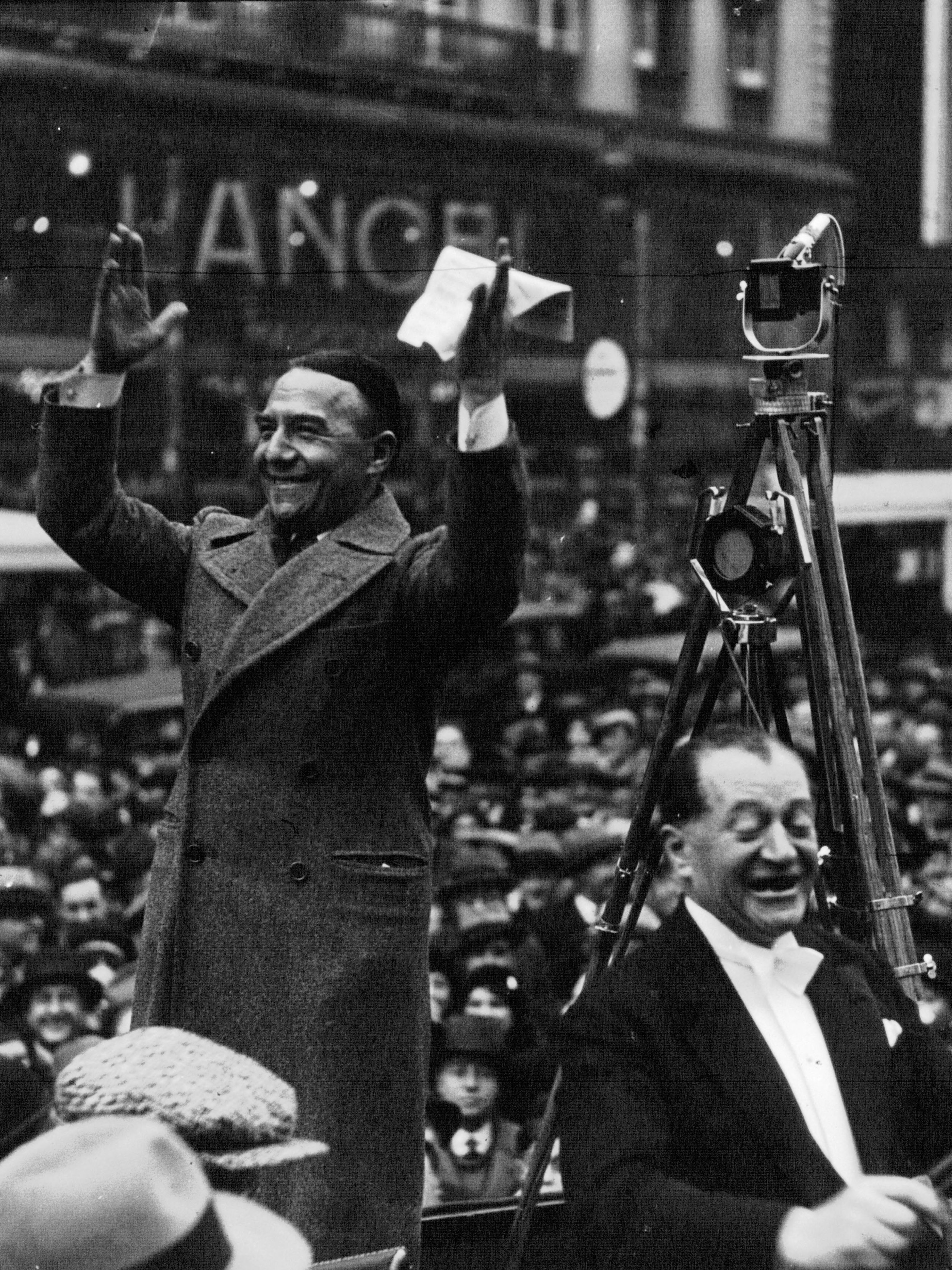
Georges Milton, první Léopold ve francouzské verzi U bílého koníčka, fotografie z roku 1932

Josepha se dnes sama zapojila do nakupování potravin, k Leopoldově zlosti zejména tak, aby co nejvíce vyhověl chutím doktora Siedlera (duet a sbor Äpfel! Birnen!). Pokyn, aby advokátovi odnesl do pokoje kytici od Josephy, je na číšníka již trochu moc: zpěčuje se tomu a místo toho své šéfové vyznává lásku. Dají se do sporu a Leopold je propuštěn (Für ein Lächeln von ihr... Zuschau’n kann i net). Josepha má nyní o zdatnou sílu méně, musí se ale stále starat o hosty, například zvednout náladu továrníkovi Giesekemu a nadchnout jej pro krásu okolní krajiny (Im Salzkammergut, da ka’ mer gut lustig sein).
Tento účinek má spíše dopis, který Giesecke dostává od Sülzheimera: v něm jeho konkurent navrhuje urovnat spor svatbou svého syna a Gieseckeho dcery. Dopis přináší osobně mladý Sigismund Sülzheimer, jenže o Ottilii ve skutečnosti žádný zájem nejeví. Cestou ve vlaku se totiž zamiloval do dcery dalšího výletníka, chudého profesora Hinzelmanna. Zařídí jim u Josephy ubytování za poloviční cenu a snaží se získat přízeň zakřiklé Klärchen. Když zjistí, že příčinou její málomluvnosti je fakt, že si trochu šlape na jazyk, považuje to Sigismund za roztomilé a na oplátku ukazuje dívence vlastní nedostatky (Als Sigi in der Wiege lag... Was kann der Sigismund dafür, daß er so schön ist).
Náhle je ale ohlášena návštěva císaře Františka Josefa I., který se má ve vesnici účastnit lovecké slavnosti a má být ubytován „U bílého koníčka“. Doktor Siedler musí vzácnému hostu uvolnit svůj parádní pokoj a Josepha je navíc nucena opět angažovat Leopolda, aby měla dostatek personálu. Císař je slavnostně uvítán (Radeckého pochod a Rechtes Bein und linkes Bein... O du mein Österreich). Když však má číšník pronést císaři zdravici, dojdou mu slova: Josepha se objeví zaklesnutá do rámě doktora Siedlera a žárlivého Leopold se chopí vztek. Jen tak tak Josepha zažehná skandál a odvede Jeho Veličenstvo do hotelu. Leopold se před hosty rozpláče.

### 3. dějství
Císař hovoří u snídaně s Josefou. Prohlédl zmatek v hotelu a formou zápisu do pamětní knihy hotelu jí radí, že se má raději spokojit s tím, co je možné, než oddávat snům (’s ist einmal im Leben so). Pak za zvuku loveckých trub odchází k lovu. Josepha si zatím musí přiznat, že doktor Siedler má oči jen pro Ottilii, zatímco Leopold ji upřímně miluje.
Sigismund dává při ranní koupeli Klärchen logopedickou lekci; nakonec se mu ji podaří ji přimět, aby vyslovila větu „Miluji tě“, v níž není žádné „s“ (duet Früher war ich schüchtern... Und als der Herrgott Mai gemacht).
Znovu propuštěný Leopold si mezitím sbalil zavazadla a chystá se k odjezdu (Erst wann's aus dein wird... Ein Veilchen am Hut). Žádá Josephu o pracovní vysvědčení, které k jeho překvapení zní: „Propuštěn jako vrchní číšník, ale angažován nadosmrti jako manžel“.
Mezitím se Giesecke pokoušel spárovat svou dceru se synem svého konkurenta, ale ta dávno přijala nabídku doktora Siedlera (valčíkový duet Was mein Herz zu sagen hat... Mein Liebeslied muß ein Walzer sein). Navíc i Sigismund Sülzheimer požádal o ruku Klärchen. Mrzutý továrník to nyní musí akceptovat, což mu alespoň osladí Sülzheimerova nabídka na urovnání sporu.
Radostným zpěvem tří šťastných párů (Laßt uns Champus trinken mit lächelndem Gesicht... Eine Kuh so wie du... Im weißen Rössl am Wolfgangsee) opereta končí.

## Známá hudební čísla

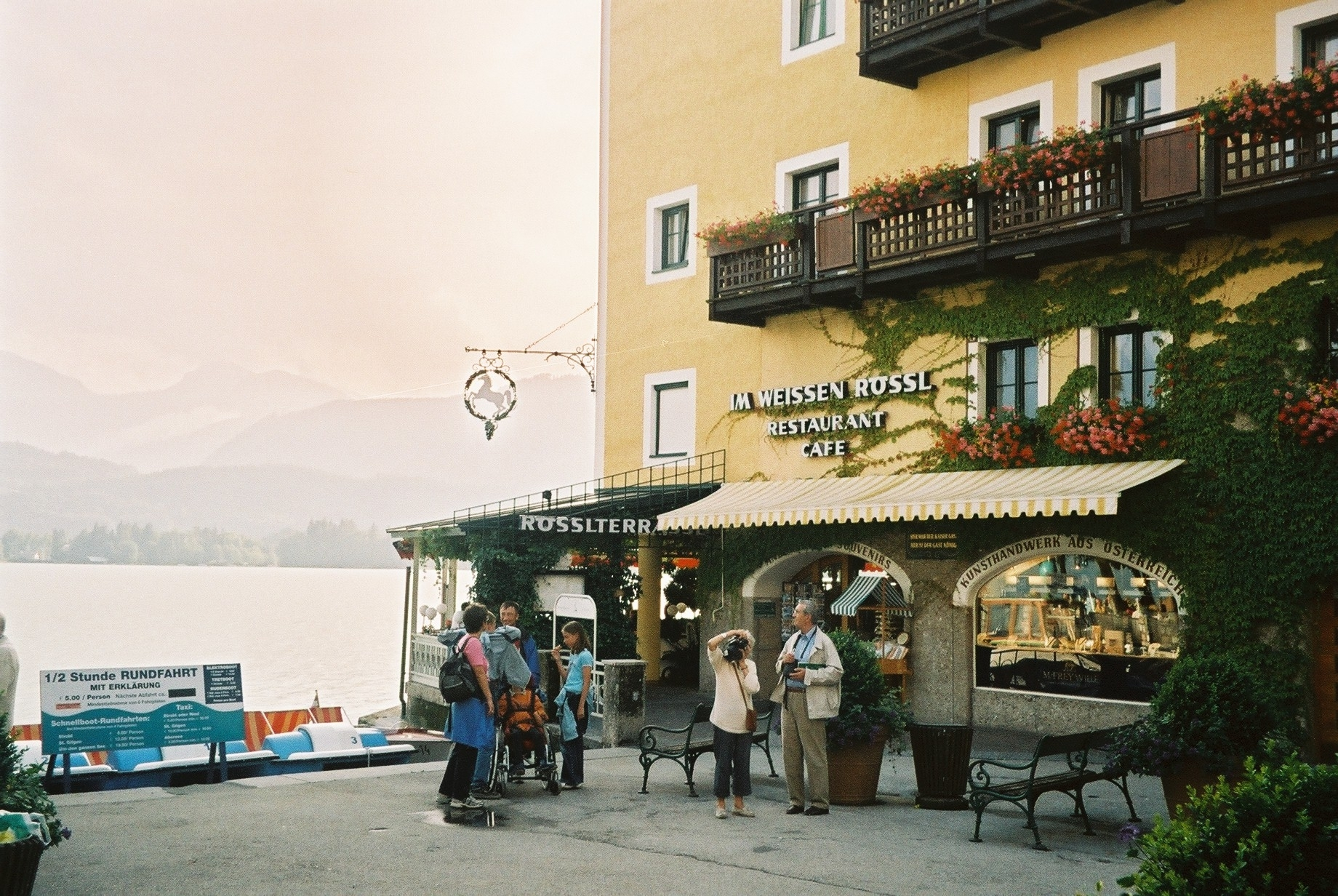
Skutečný hotel Im weissen Rössl roku 2004.

- Im weißen Rößl am Wolfgangsee (Ralph Benatzky)
- Was kann der Sigismund dafür, dass er so schön ist? (Robert Gilbert)
- Im Salzkammergut, da kann man gut lustig sein (Ralph Benatzky)
- Es muss was Wunderbares sein (Ralph Benatzky)
- Mein Liebeslied muss ein Walzer sein (Robert Stolz)
- Die ganze Welt ist himmelblau (Robert Stolz)
- ’s ist einmal im Leben so (Ralph Benatzky)
- Zuschau’n kann i net (Bruno Granichstaedten)

## Nahrávky

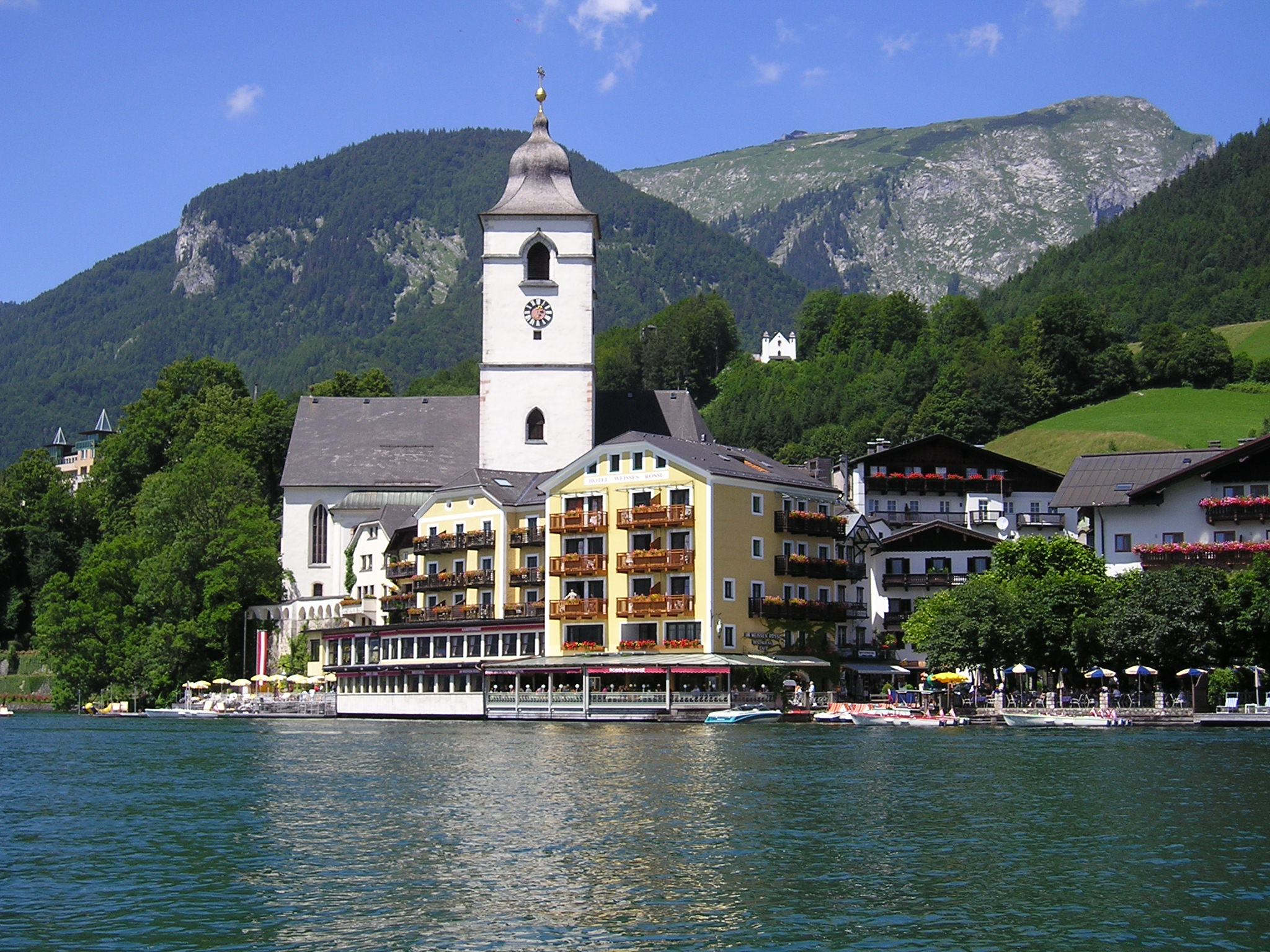
Pohled na vesnici St. Wolfgang am Wolfgangsee s kostelem a hostincem U bílého koníčka

- 1932 (Columbia/DGG 1932). Zpívají Rose Carday, André Goavec, Georges Milton aj. Sbor a orchestr Théâtre Mogador řídí Gabriel Diot (francouzská verze, výňatky).

- 1951, rozhlasová nahrávka Nordwestdeutsches Rundfunk Köln (CD 2007 Membran Music Ltd 231 704). Zpívají Gretl Schörg, Gitta Lind, Maria Mucke, Lucy Schulz, Willy Hofmann, Bruno Fritz, Carlos Werner, Charly Wimmer, Hansi Thoams, Adolf Gondrell, Kurt Wilhelm aj. Posílený Kölner Tanz- und Unterhaltungsorchester, Kölner Rundfunkchor, Comedien Quartett, Die Nicolets a Die 3 Nickels řídí Franz Marszalek.

- 1953 (CD 2000 Universal-Accord 465 881/2). Zpívají Colette Riedinger, Huguette Boulangeot, Simone Sully, Luc Barnay, Bernard Plantey, Fernand Sadou, Jack Claret aj. Orchestr řídí Félix Nuvolone (francouzská verze).

- 1962 (EMI 574070 2). Zpívají mit Anrine Forli, Janine Ervil, André Bourvil, Michel Dens aj. Orchestre de la Société des Concerts Conservatoire řídí Félix Nuvolone (francouzská verze).

- 1964 (Amadeo AVRS 13507). Zpívají Waltraud Haas, Elfriede Ott, Hedi Klug, Peter Minnich, Boy Gobert, Erwin Gross aj. Orchester der Volksoper Wien řídí Rudolf Bibl.

- 1968 (Decca/Festival 251). Zpívají Eliane Varon, Pierette Delange, Christian Boral, Micaël Piéri aj. Orchestr řídí Jo Moutet (francouzská verze).

- 1977 (Ariola-Eurodisc GD 69028 QH 1990). Zpívají Ingeborg Hallstein, Erika Köth, Uschi Glas, Peter Alexander, Rudolf Schock, Gunther Philipp, Wilhelm Hufnagel, Fredi Dürmeier aj. Velký orchestr a smíšený sbor řídí Johannes Fehring (tuto verzi podstatně upravili Heinz Gietz a Hagen Galatis).

- 1978 (HMV/EMI CDM 7 69217 2). Zpívají Anneliese Rothenberger, Grit van Jüten, Elke Schary, Peter Minich, Benno Hoffmann, Norbert Orth, Peter Kraus, Hans Putz aj. Münchner Rundfunkorchester a Chor des Bayerischen Rundfunks řídí Willy Mattes, který pořídil i hudební úpravu.

- 1985 (koprodukce ORF/Teletheater. Hamburg: Teldec/Teletheater 626195 AG). Zpívají Dagmar Koller, Elisabeth Kales, Gaby Bischof, Rudolf Buczolich, Karl Dönch, Harald Serafin aj. Orchester der Seefestspiele Mörbisch řídí Franz Bauer-Teussl.

- 1994 (Hit and Run BjV 0001) Zpívají Andreja Schneider, Meter Becker, Lilo Pfister, Max Raabe, Otto Sander, Toni Pfister, Gerd Wameling, Walter Schmidinger aj. „Jo Roloff Trio“ a „Die heurigen Geiger“ řídí Johannes Roloff (živý záznam z divadla Bar jeder Vernunft).

## Zfilmování

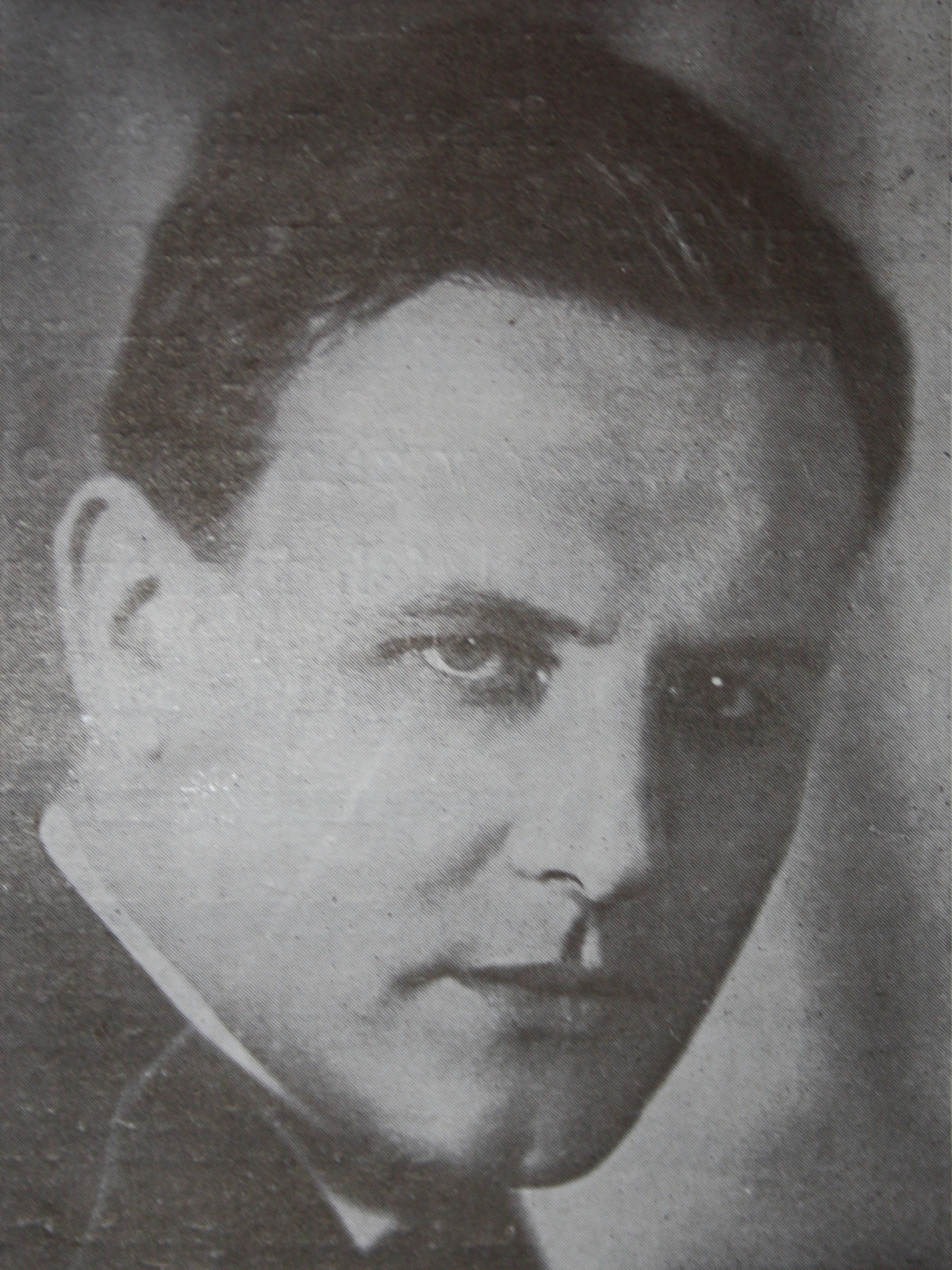
Český režisér Karel Lamač, který natočil první filmovou podobu operety U bílého koníčka

- 1935  Im weißen Rößl. Režie: Karel Lamač, hrají Christl Mardayn (Josepha) a Hermann Thimig (Leopold). Theo Lingen hrál komerčního radu Fürsta, postavu nahrazující ve filmu císaře.
- 1952 Im weißen Rößl. Režie: Willi Forst, hrají Johanna Matz (Josepha), Johannes Heesters (Dr. Siedler), Walter Müller (Leopold) a Ingrid Pan (Klärchen Hinzelmann).
- 1960 Im weißen Rößl. Tato verze, v níž hrají Peter Alexander, Gunther Philipp a Waltraut Haas, se opírala o operetu, obsahuje však četné změny. Děj byl přenesen do (tehdejší) současnosti, což umožnilo, aby Sülzheimer přistál před „Bílým koníčkem“ s vrtulníkem. Ottilie Giesecková byla přejmenována na Brigitte. Hudbu moderněji aranžoval Heinz Gietz s použitím swingových a šlágrových prvků. Výstup císaře Františka Josefa musel logicky odpadnout, jako reminiscence se však na začátku filmu objevuje parník „Císař František Josef I.“
- 1964 "Sommer i Tyrol" (dánská verze). Režie: Erik Balling, hrají Dirch Passer (Leopold), Susse Wold (Josefa), Ove Sprogøe (Sigismund), Lone Hertz (Clara), Peter Malberg (Kejser Franz Josef).
- 1967: Režie: Hans-Dieter Schwarze, hrají Johanna Matz (Josepha Vogelhuber), Peter Weck (Leopold Brandmeyer), Fritz Benscher (Wilhelm Giesecke), Violetta Ferrari (Ottilie), Erik Schumann (Dr. Otto Siedler), Karl Lieffen (Sigismund Sülzheimer), Hans Epskamp (profesor dr. Hinzelmann), Helga Anders (Klärchen) a Erik Frey (císař František Josef I). Jedná se o černobílou německou televizní inscenaci obsazenou dobovými populárními herci.
- 2013: Im weißen Rössl – Wehe Du singst!. Režie: Christian Theede, scénář: Jan Berger, hudební úprava: Dominik Giesriegl, hrají Diana Amft (Ottilie Giesecke), Tobias Licht (Dr. Siedler), Fritz Karl (Leopold), Edita Malovčić (Josepha), Gregor Bloéb (Sigismund), Armin Rohde (Wilhelm Giesecke).

## Záznamy divadelních představení
- 1994: režie: Ursli Pfister, hrají Fräulein Schneider (Josepha), Toni Pfister (Leopold), Max Raabe (dr. Siedler), Otto Sander (profesor Hinzelmann), Ursli Pfister (Sigismund Sülzheimer), Meret Becker (Klärchen), Gerd Wameling (Giesecke). Živý záznam představení v kabaretu Bar jeder Vernunft v Berlíně.
- 2008: režie: Karl Absenger, hrají Zabine Kapfinger (Josepha), Rainhard Fendrich (Leopold), Marco Jentzsch (dr. Siedler), Klaus-Dieter Lerche (Giesecke), Klaus Eberhartinger (Sigismund), Harald Serafin (císař). Živý záznam ORF z premiéry operetního festivalu Seefestspiele Mörbisch, diriguje Rudolf Bibl.